# Simbach am Inn
Simbach am Inn település Németországban, azon belül Bajorországban. Lakosainak száma 10 521 fő (2023. december 31.). Simbach am Inn Kirchdorf am Inn, Reut, Wittibreut, Stubenberg, Sankt Peter am Hart és Braunau am Inn községekkel határos.

## Népesség
A település népessége az elmúlt években az alábbi módon változott:
| Lakosok száma | 2524 | 3757 | 7484 | 9307 | 8697 | 9649 | 9933 | 9813 | 10 111 | 10 521 |
|               | 1875 | 1900 | 1950 | 1970 | 1987 | 2013 | 2015 | 2017 | 2021   | 2023   |

## Fekvése
Az osztrák határ közelében fekvő bajor település.

## Története
Simbach nevét 927-ben említették először a dokumentumokban. 1646-ban a Törring grófok szerezték meg maguknak a települést és itt építettek impozáns otthont maguknak.
Simbach az osztrák örökösödési háború alatt 1743-ban szinte teljesen megsemmisült. 1752-ben is még csak 15 család élt itt.
1779-ben a tescheni béke idején Ausztria átengedte a települést Bajorországnak: gazdasági és közigazgatási központja Braunau am Inn lett. Ez időtől kezdve indult meg a gazdasági fellendülés a határ menti városban.

## Galéria

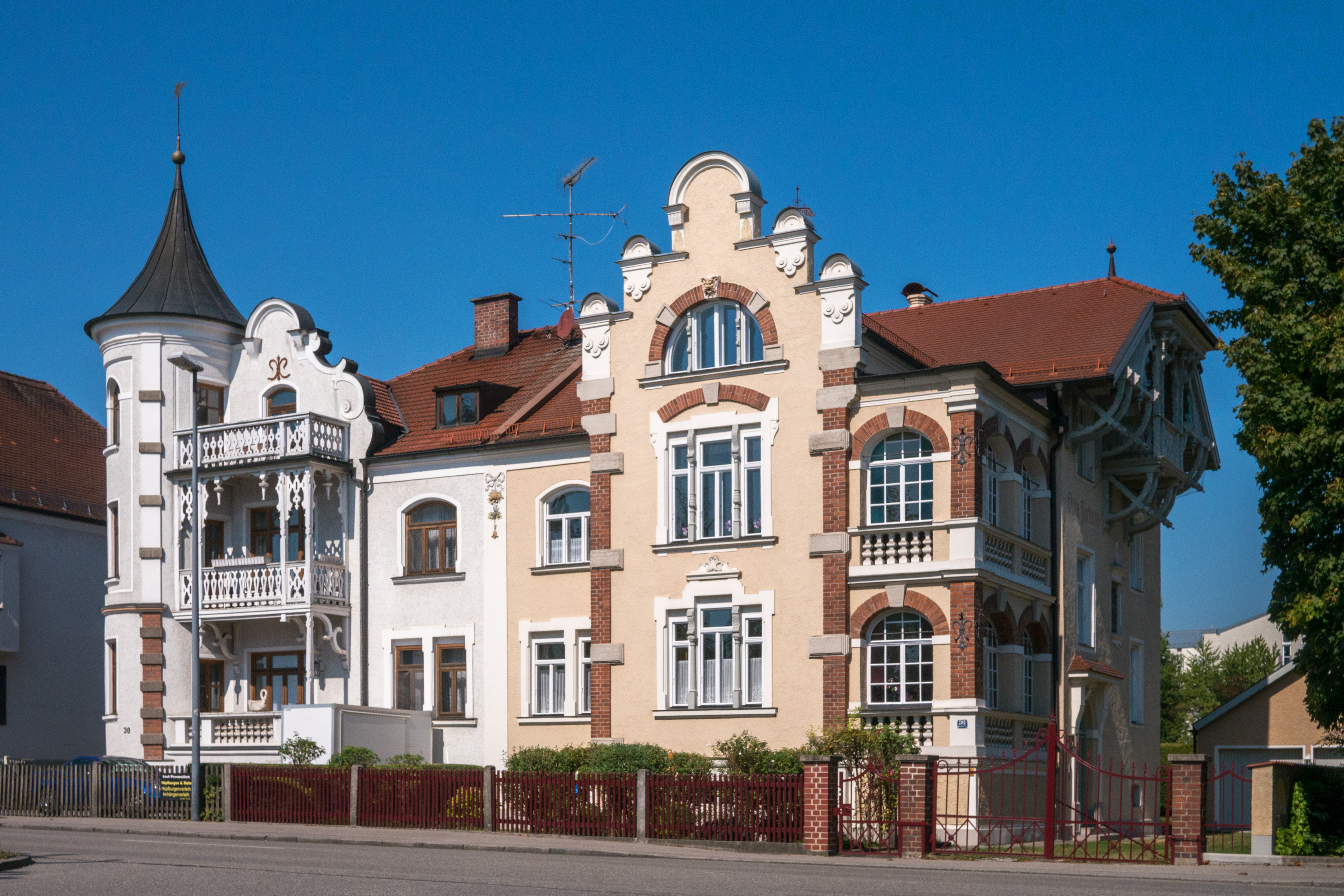
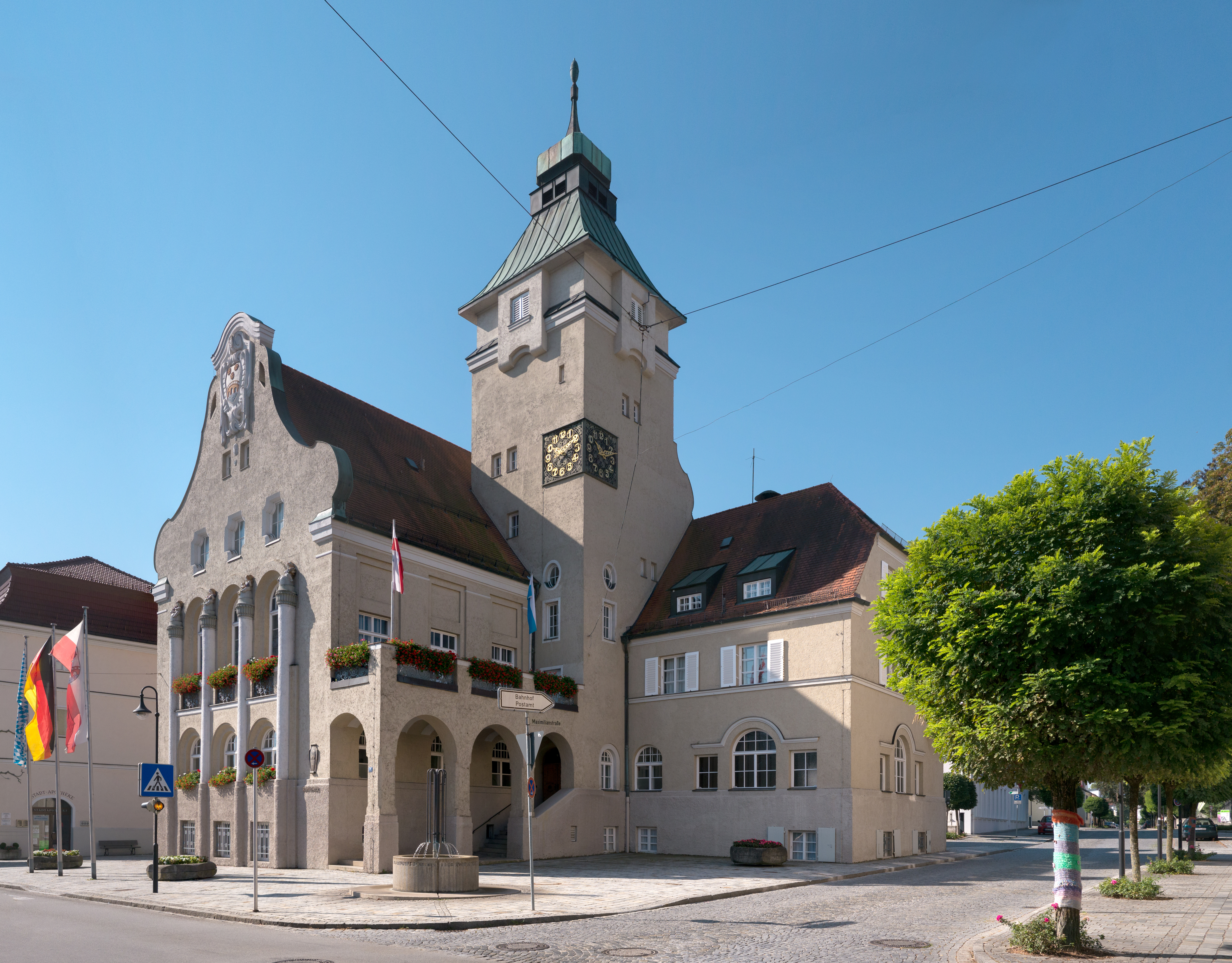
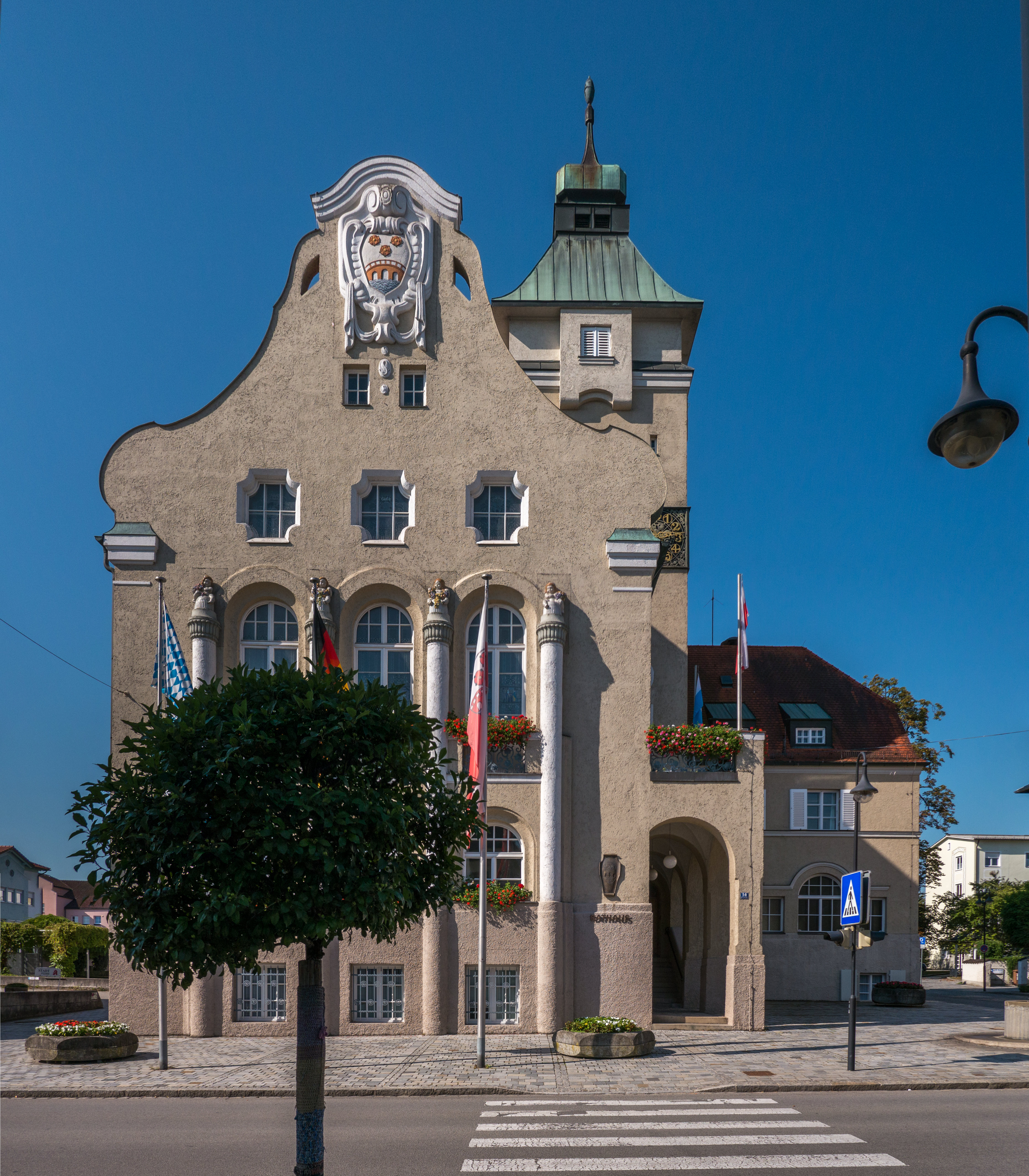
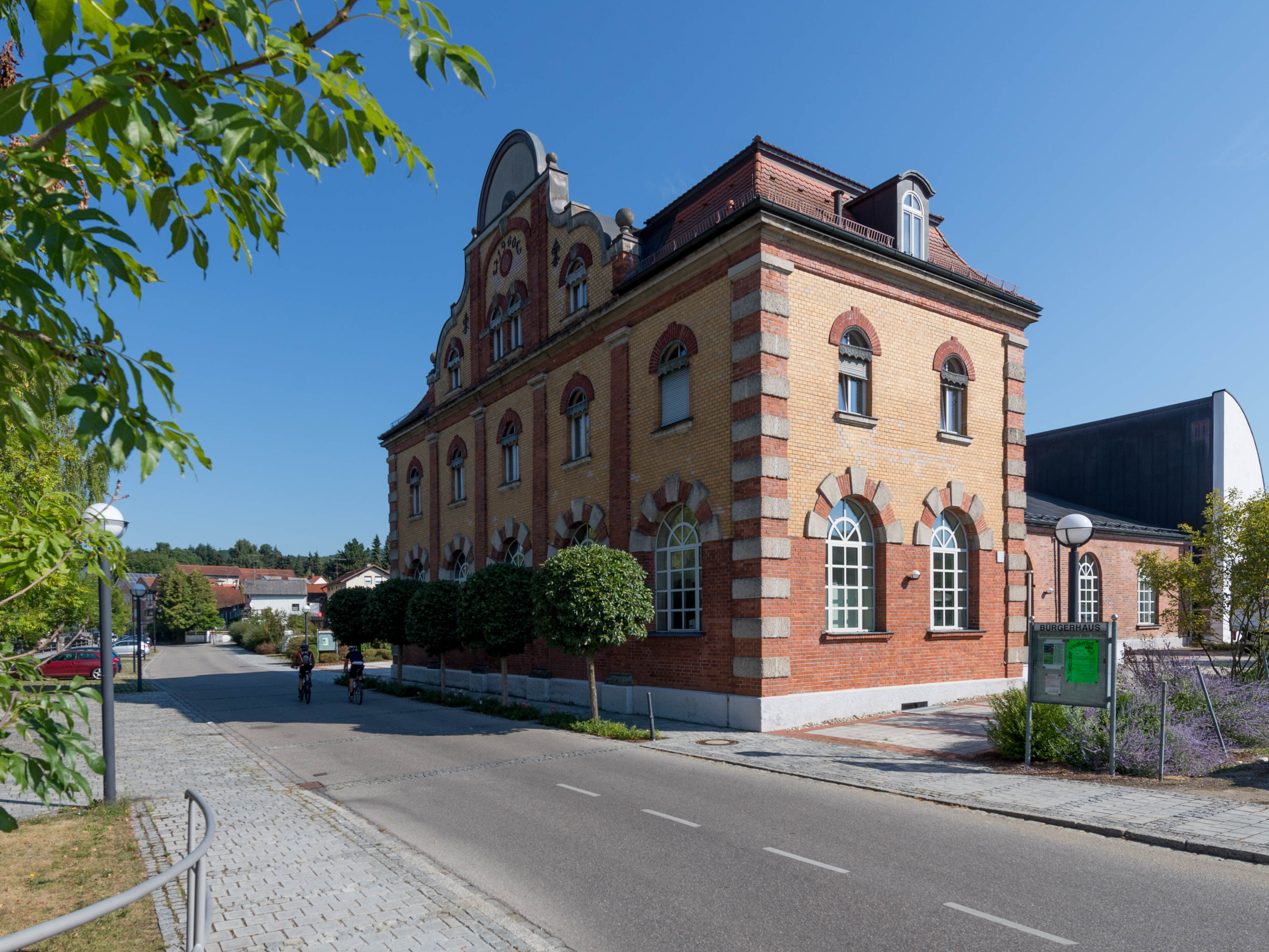
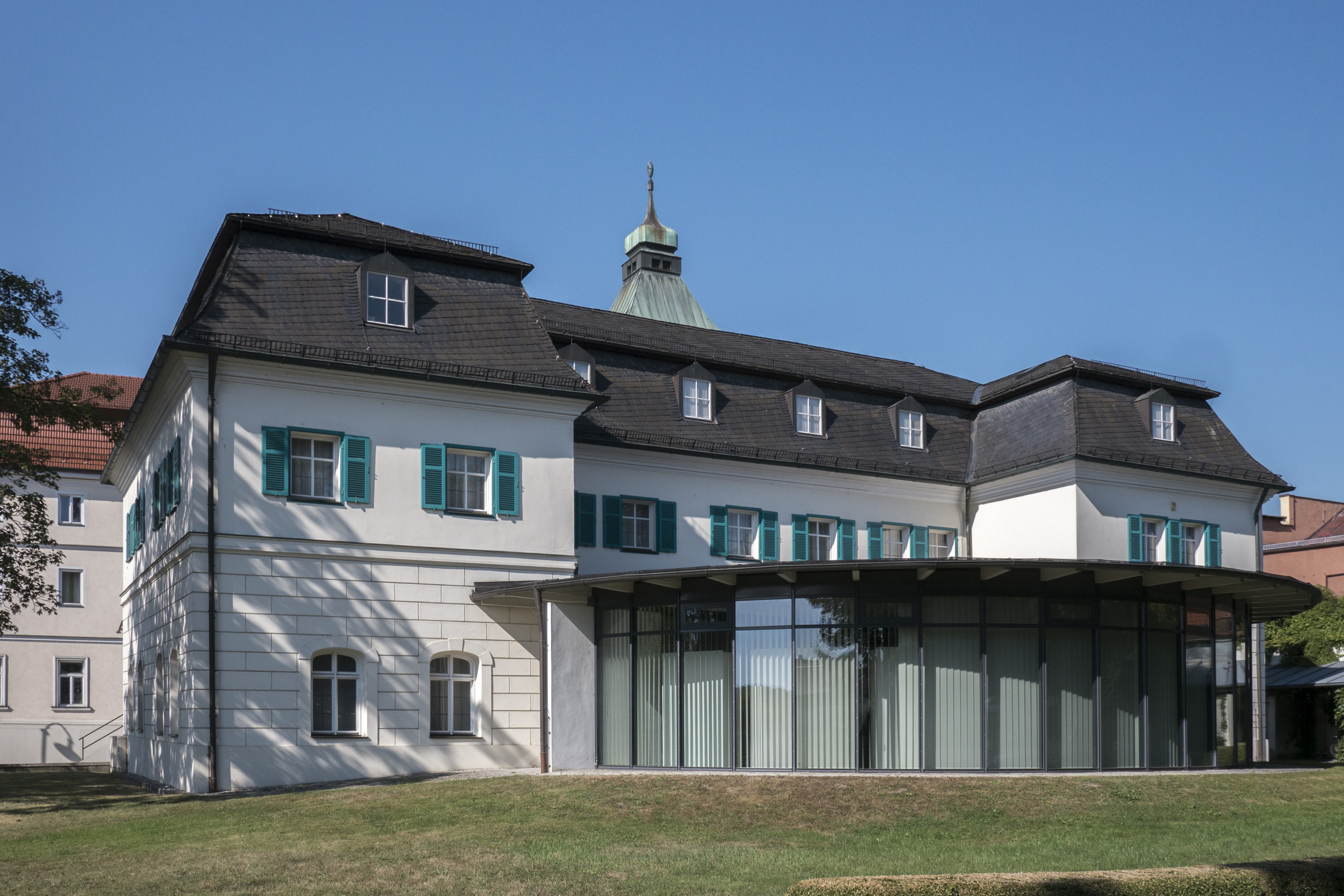
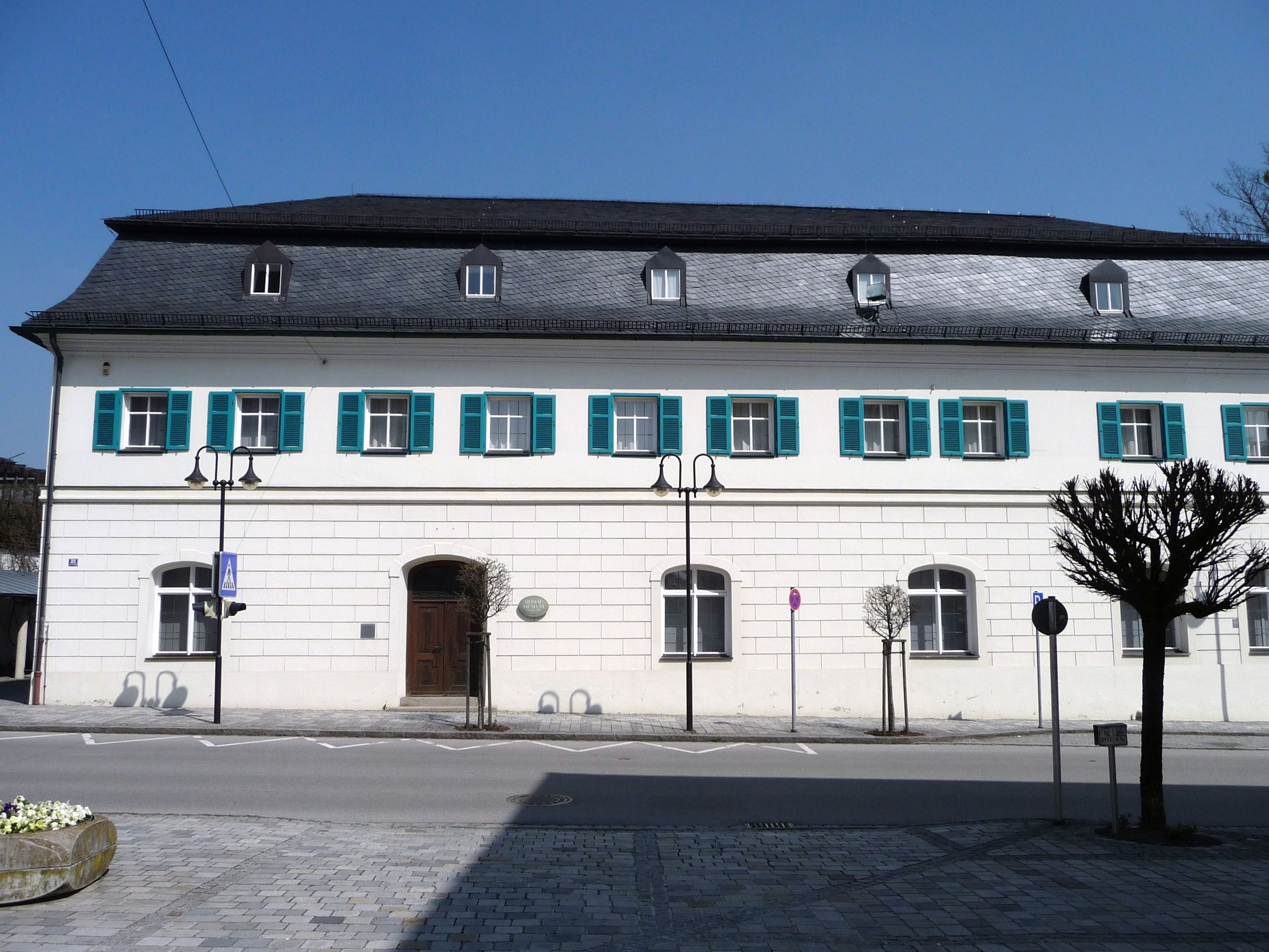
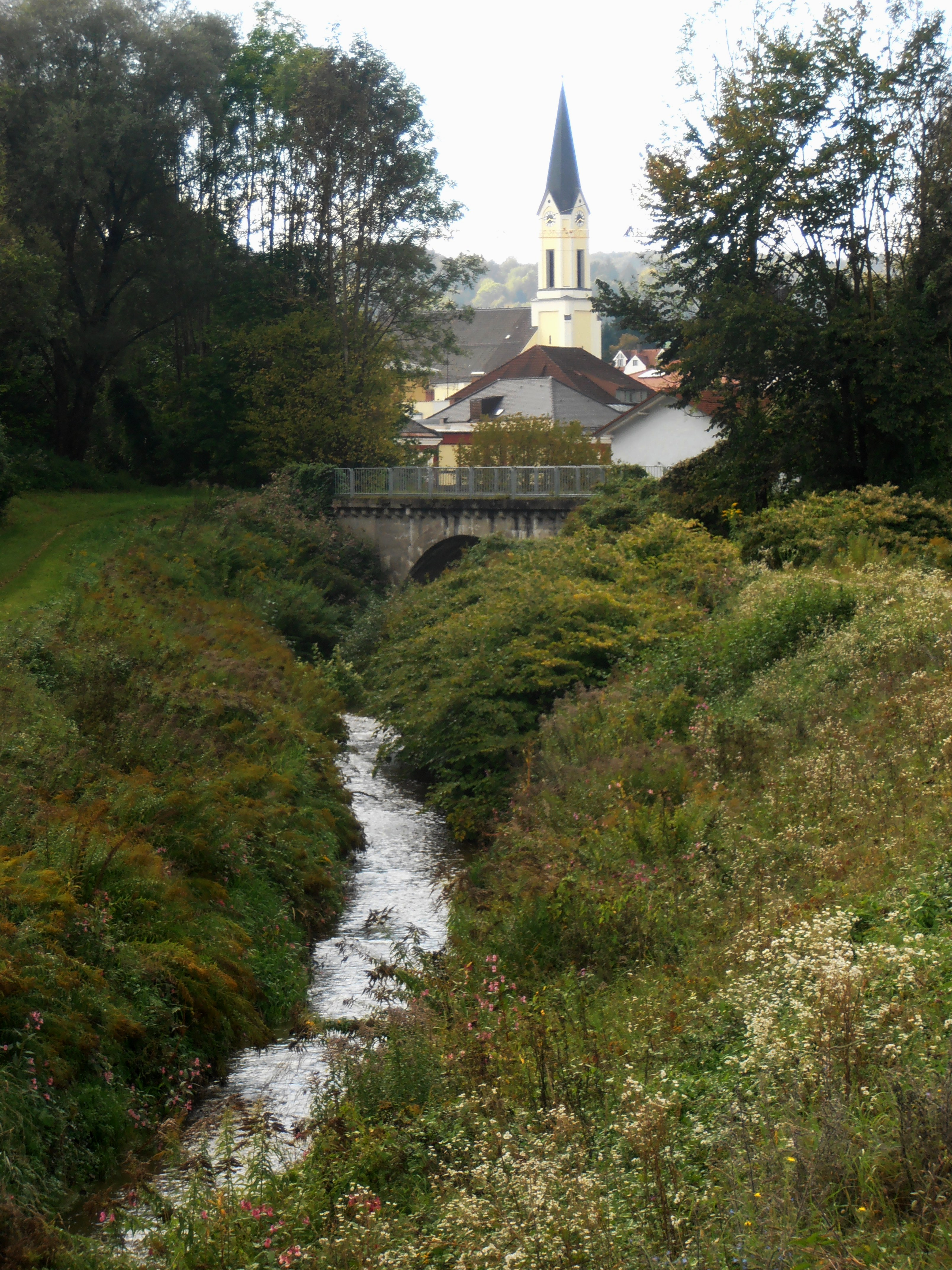